# NOT TREASURE HUNTER
『ノット トレジャーハンター』（NOT TREASURE HUNTER）は、1996年12月20日にアクティアートよりPlayStation用ソフトとして販売されたアドベンチャーゲーム。
タイトルは「金目当てのトレジャーハンターではない」という主人公の主義からきている。

## 概要
マップを探索し、イベントの都度選択肢を選びながら進めていくアドベンチャー形式。イベントによっては怪物と戦うアクションシーンもある。マルチシナリオ・マルチエンディングであり、エンディング数は57個と他のアドベンチャーゲームと比較しても多いと言えるが、選択肢の僅かな差分や細かな選択ミスによるゲームオーバーも個別のエンディングとして数えられている。分岐は選択肢だけで変わるのではなく、とった行動やキャラクターをどう動かしたかによってシナリオが変わる。中には特定の場所で数秒間待つといったものもある。
一見オーソドックスな3Dアドベンチャーゲームでボリュームがあるように見えるが、1シナリオの短いプレイ時間、数々の理不尽な展開やテンポの合わない会話、不自然なモーション等多くの問題点を抱え、結果的に極めてシュールなゲーム内容となっている。なおイメージビジュアルには末弥純を起用している。

### システム
基本のゲームシステムは『バイオハザード』的な操作によるアクションアドベンチャー形式で、イベントシーンでは選択肢を選んでストーリーを分岐させる。アクションシーンには即死トラップが存在し、崖から転落したり水に沈むと即ゲームオーバーとなる。
ジェームズは打撃と銃撃が可能だが、打撃は攻撃範囲が非常に広い。特にハイキックはイベントで寝た体勢になっている相手すら引き起こし、見た目では明らかに足が届かない距離にいる敵にも命中する程である。逆に所持しているピストルは、打点が高く、射幅が非常に細いため、無効になる敵が多く、かなり近距離から正確に方向を合わせないと命中しない。
選択肢で展開は分岐するが、選ぶと即ゲームオーバーとなる不正解の選択肢が多数存在する。しかしこれら一つ一つもエンディングリストに含まれている。また、プレイヤーの行動で選択肢が変化する場合もある。あるコマンドを入力すると全ての選択肢が解禁される「スペシャルモード」となる。
グッドエンディングを迎えるとスタッフロールが流れる。スタッフロールはスキップ不可だが、セーブはその前に自動で行われるのでリセットしても達成度は残る。全てのエンディングを制覇すると、アクティアート社内の開発風景及びスタッフを撮影した動画がスタッフロールと共に流れる。
手動セーブは操作中ならいつでも可能。しかし書き込みに約16秒もの時間が掛かる。

## ストーリー
1920年。ある日、英国の考古学研究家「ジェームズ・アークライト」のもとに差出人の書かれていない手紙が届く。封の空いている古びた手紙には、古代文明の遺産が眠るという「神秘の洞窟」の場所が書かれていた。その洞窟は地元民から得体の知れない怪物の住処としても恐れられているという。ジェームズは手紙に操られるように神秘の洞窟へと向かった。
- 謎の洞窟

洞窟に入った直後で、以下のルートに分岐する前の展開。ここでの行動によって以下のいずれかのルートに分岐するが、この時点でもバッドエンドが存在する。
- キャプテンゴールド

海賊キャプテン・ゴールドの秘宝「エレノア」を巡るカルミス一味との攻防。分岐が非常に多い。
- マヤの墳墓

謎の石仮面が眠るマヤ文明の遺跡の探索。キャプテンゴールド編に次いで分岐が多い。
- アマゾネスの村

女性だけの部族アマゾネスの村での出来事。ストーリーが中心であり、探索や分岐は少ない。
- 時の繰り返し

無限に続く洞窟に閉じ込められる。エンディングはグッドかバッドの二種のみ。

## 登場人物
ジェームズ・アークライト
声：池田秀一
本作の主人公。29歳。イギリス人の考古学者で、学生時代にマヤ文明やインカ帝国などのいわゆる「古代文明」の魅力に取り付かれ、その謎を解き明かすべく様々な遺跡を探検している。遺跡探索は純粋な古代神秘の追求のためと公言し、トレジャーハンターを「学術的価値を見出せず、遺跡に眠る財宝を漁って金儲けを企む輩」と嫌悪しており、自身もそれらと混同されることを嫌う。作中の行動や言動の多くはプレイヤーに委ねられ、選択によっては紳士らしからぬ奇行や珍言、騙し討ちと言った行為に走る場合もある。攻撃方法はハイキックとピストル。カクカクした奇妙なオーバーモーションで走る特徴がある。探検家だが泳ぎは苦手で、得体の知れない洞窟にも特に準備もせずにスーツ姿で直行している。
カルミス・ウィッシュバーン
声：塩沢兼人
ジェームズの幼馴染だが、現在では宿敵として何度も対立している。目的のためなら手段を選ばない一方、ライバルがいなくなることを拒んでジェームズを見逃したり、宝が無いと知れば潔く立ち去るなど堂々とした一面も持つ。本作のほとんどのルートで対峙する。サングラスを掛けた黒服の部下を連れているが、何故か彼らも目眩しが通用する。
キャプテン・ゴールド
声：倉森慶二
キャプテンゴールド編に登場。かつて海を荒らし回った悪名高き海賊だが、秘宝「エレノア」の強奪後は忽然と姿を消したとされている。実は「エレノア」を開けた際の光によって部下を全員失い、自身も死亡しながらも「苦労して手に入れたエレノアを誰にも渡さない」という執念でこの世に留まり、骸骨の幽霊の姿で「エレノア」を守っている。「宝は死体に囲まれてこそ価値がある」という理念を持つ。選択によってはジェームズの騙し討ちにあっさり引っ掛かり、「頭は良くない」とすら評される。
リサ
声：藤井めぐみ
キャプテンゴールド編に登場。神秘の洞窟でリザードマンに襲われていた若い女性。薬草狩りの最中に洞窟に落ちたというが、その割には野山に行くような服装ではない。その正体は展開に応じて異なり、カルミスの仲間の場合もあれば、本当に巻き込まれただけの一般人の場合もある。それ故にジェームズを騙して「エレノア」を奪う、ジェームズに人質に取られてカルミスに殺される、海で溺れたジェームズを助ける、など結末も様々で、場合によってはジェームズにいきなり倒されてしまうルートもある。
ジェミー
声：友江磨未子
マヤの墳墓編に登場。腕利きのトレジャーハンター。マヤの墳墓の宝を狙い、ジェームズに協力を持ち掛ける。本性は強欲でジェームズもただの利用対象としか見ておらず、彼を罠の身代わりにしようとしたりいざ宝を手に入れれば奪い取ろうとするなど、ジェームズの忌み嫌うトレジャーハンター像そのものと言える悪女。しかし最期は石の仮面を強奪しようとナイフを構えたところ、「武器を持つ者は消される」という遺跡の作用によって消滅した。
ベネット
声：藤本はるか
アマゾネスの村編に登場。女性だけの村に住む若いアマゾネス。村に存在しない男性や外の世界に関心があり、捕らえられたジェームズに興味を持つ。長老によって生贄に捧げられ、生き血を吸われかけるがジェームズに助けられた。
アマゾネスの長老
声：清良砂霧
アマゾネスの村編に登場。アマゾネスの村の長老。おおよそ人間とは思えない灰色の肌を持つ。一族の強い子孫を残すべく「不老長寿の薬がある」という嘘を広め、村まで辿り着いた男性を捕らえている。また、生贄と称して若い女性も拉致させている。しかしアマゾネスの間でも「不老長寿の薬は実在し、長老が隠れて飲んでいる」という噂も囁かれている。実は人間ではなく、真の姿は蜘蛛の怪物。生贄となった若い娘の生き血を啜って生き永らえている。神の存在を騙り、アマゾネスの村の気候や天候をコンピューターで管理・操作していた。最期はジェームズに倒され、真実を知ったアマゾネスは生贄の風習を取りやめ、村を外部へと開放する結果となった。
無限地獄の番人
声：薗田唯文
時の繰り返し編に登場。神秘の洞窟に封印されている霊。封印を解いた者を永遠に続く無限地獄へと閉じ込めて憔悴させ、魂を抜き取っている。しかし実はある方法で簡単に再封印が可能。
リザードマン
洞窟に入ったジェームズの前に最初に現れる敵で、以降も登場する場合がある。しかし勝手に崖から飛び降りる、何事も無かったように帰る、等の奇行が目立つ。

## その他
- 開発及び販売を行ったアクティアートが発売したゲームは本作のみであり、現在は企業として存在していない模様である。
- 出荷量はこの種の評価のゲームの割に多く、このため中古市場での売価が低い。当時は広告も大々的に行っており、1996年の『ファミ通』等においては、見開きの広告が多数確認されている。
- 全エンディングを見た際に表示されるパスワードを表記して送ると、末弥純のイラストタペストリーと終了認定レリーフが当たるキャンペーンを実施した。
- PlayStation 2では正常に動作しない場合があるので注意が必要である（ユーザーサポートは終了している）。